# Ian Kerner
Ian Kerner (...) è uno psicoterapeuta, sessuologo e scrittore statunitense.
È autore di numerosi libri, tra cui She Comes First, uno dei più noti e diffusi libri di consulenza sessuale dell'ultimo decennio, best seller pubblicato e tradotto in più di una dozzina di lingue.

## Pubblicazioni
- Passionista: The Empowered Woman's Guide to Pleasuring a Man, (2008) Paperback
- Lei viene prima. Guida al piacere femminile (2014)
- She Comes First, Harper Collins
- Sex Detox (2008)
- Sex Recharge: A Rejuvenation Plan for Couples and Singles (2008)